# 21436 Chaoyichi
A 21436 Chaoyichi (ideiglenes jelöléssel 1998 FL116) a Naprendszer kisbolygóövében található aszteroida. A LINEAR projekt keretében fedezték fel 1998. március 31-én.